# 西濃鉄道DD40形ディーゼル機関車
西濃鉄道DD40形ディーゼル機関車（せいのうてつどうDD40がたディーゼルきかんしゃ）は、西濃鉄道市橋線で運用されているディーゼル機関車である。2022年現在、1両（DD403）が在籍する。
過去にDD401,DD402も在籍していたが、どちらとも廃車、解体されており、後者は2022年5月に解体された。

## 概要
西濃鉄道が自社発注したセンターキャブのディーゼル機関車で、三菱重工業製である。DD40形は、自重40tの4動軸ディーゼル機関車という意味である。
3両 (DD401-403) が導入されているが、DD401と他の2両 (402・403) とでは大きく異なり、DD401はエンジン2基、機械式変速、ロッド式動力伝達台車であり、402・403はエンジン1基、液体式変速、プロペラシャフト式動力伝達台車である。

## DD401
1964年（昭和39年）に導入された、西濃鉄道で最初のディーゼル機関車である。機械式変速・ロッド式動力伝達台車の採用は、入換え作業を主体にするためと、現場の意見（空転対策など）を参考にしたためという。
DD401により従来の蒸気機関車2100形の1両 (2105) が廃車になるが、蒸気機関車の全廃は1966年（昭和41年）のDD102形の導入によってである。
1991年（平成3年）3月31日、DE10形1両 (501) の導入により廃車となった。解体され現存しない。

### 主要諸元
- 全長：11,250mm
- 全幅：2,580mm
- 全高：3,885mm
- 自重：40.0t
- 機関：三菱DE25L形ディーゼル機関（230PS/1400rpm）2基（4サイクル水冷直列予備燃焼式）
- 軸配置：B-B
- 台車内動力伝達方式：ロッド式
- 変速機：三菱 機械式（4速）

## DD402・403

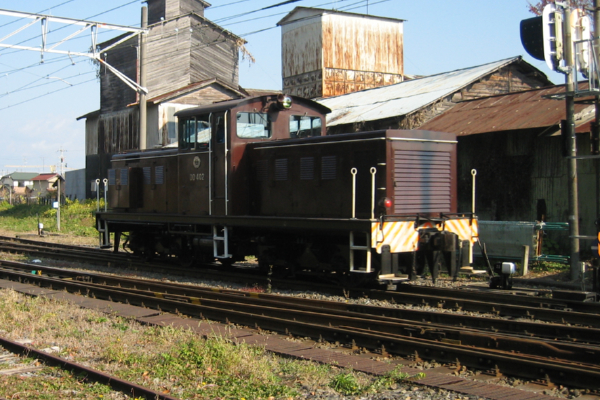
DD402（2007年12月）

DD402・403は同型機であり、DD402は1969年（昭和44年）、DD403は1972年（昭和47年）に導入された。変速機は液体式、台車内動力伝達はプロペラシャフト式となり、エンジンは出力520PS1基に増強されている。車体形状はセンターキャブを踏襲しているが、エンジンがあるのは片側のボンネット内のみとなった。
現在はDD403が現役、DD402はエンジントラブルの影響により、2022年5月に廃車、解体された。

### 主要諸元
- 全長：11,000mm
- 全幅：2,650mm
- 全高：3,750mm
- 自重：40.0t
- 機関：三菱12DH20LT形ディーゼル機関（520PS/1800rpm）1基（V型12気筒ターボ付）
- 軸配置：B-B
- 台車内動力伝達方式：プロペラシャフト式
- 変速機：新潟鐵工所 DB138形液体式変速機